# Сауж
Сауж, Саут (каз. Сауж) — озеро в Фёдоровском районе Костанайской области Казахстана. Находится в 1 км к югу от села Пешковское.
По данным топографической съёмки 1958 года, площадь поверхности озера составляет 4,45 км². Наибольшая длина озера — 3,1 км, наибольшая ширина — 1,8 км. Длина береговой линии составляет 8,3 км, развитие береговой линии — 1,1. Озеро расположено на высоте 202,2 м над уровнем моря.